# Bekukul
Bekukul is een bestuurslaag in het regentschap Deli Serdang van de provincie Noord-Sumatra, Indonesië. Bekukul telt 245 inwoners (volkstelling 2010).